# Ухтомський Андрій Григорович
Ухтомський Андрій Григорович (1771—1852) — російський гравер на міді, академік гравірування Імператорської Академії мистецтв.

## Життєпис
В академії він навчався у німецького гравера Ігнаца Себастьяна Клаубера.
18 серпня 1800 — закінчив курс академії зі званням художника XIV класу.
1 вересня 1808 — присвоєно звання академіка за портрети князя Я. П. Салтикова і його дружини з оригіналів Мартіна Фердинанда Квадаля.
16 жовтня 1815 — йому доручена в управління академічна Друкарська палата.
1815—1817 — викладач в граверному класі Академії.
1817 — через слабкість зору звільнений від занять з учнями граверного класу і призначений бібліотекарем Академії.
5 лютого 1831 — зберігач Академічного музею.
27 квітня 1834 — одержав за праці діамантовий перстень.
1840 — йому доручено зробити відбитки з дощок подорожі російського мореплавця Василя Головніна.
1848 — відряджений для прийняття з пароплава художніх творів, надісланих для академії.
1850 — звільнений від служби з призначенням пенсії.
Помер в 1852 році. Похований на Смоленському православному кладовищі в Санкт-Петербурзі